# Sirtuine 3
La sirtuine 3 est une protéine faisant partie de la classe des sirtuines ayant une fonction d' histone désacétylase. Son gène est le SIRT3 situé sur le chromosome 11 humain.

## Structure et rôles
Il est exprimé dans les mitochondries. Il active à ce niveau le LRP130, et par ce biais, la phosphorylation oxydative dans les hépatocytes. Il augmente le taux cellulaire de NADPH, ce qui contribue à une protection contre le stress oxydatif. Il agit également sur le FOXO3, le SOD2 et le IDH2 en les désacétylant pour parvenir au même résultat.
Son expression est diminué par le microARN 195.

## En médecine
Un déficit en sirtuine 3 pourrait contribuer à la survenue d'un syndrome métabolique. De même, une activité réduite de cet enzyme a été retrouvée chez des patients porteurs d'une hypertension artérielle pulmonaire.